# Aristida correlliae
Aristida correlliae là một loài thực vật có hoa trong họ Hòa thảo. Loài này được P.M.McKenzie, Urbatsch & Proctor mô tả khoa học đầu tiên năm 1990.